# American Top Team
American Top Team, eller ATT, är ett av världens mest välrenommerade MMA-gym, med huvudgymmet och -kontoret i Coconut Creek, FL, USA i en drygt 3700 kvm (40 000 kvadratfot) stor träningsanläggning.

## Grundare
År 2001 öppnade Dan Lambert tillsammans med Brazilian Top Team-grundaren Ricardo Liborio gymmet med tanken att precis som vid sin brasilianske namne skulle folk kunna träna alla aspekter av MMA under ett och samma tak. Namnen till trots är de två gymmen inte vidare associerade.

## Utveckling
Sedan de öppnade dörrarna 2001 har de fått fram några av världens mest framgångsrika MMA-utövare i de flesta av de största organisationerna världen runt. De har samtidigt öppnat upp för andra gym att bli affiliate-gym, en sorts franchise, och har numera över 40 affiliates som representerar ATT-varumärket. 

### Internationellt
Per januari 2020 finns de förutom USA representerade i:
- Österrike (American Top Team Austria)
- Indonesien (Strive MMA)
- Italien (American Top Team Rome, Italy)
- Kanada (American Top Team Ottawa /MMAFA)
- Kroatien (American Top Team Croatia)
- Ryssland (American Top Team Moscow)
- Förenade Arabemiraten[5]

## Utmärkelser
ATT har vunnit World MMA Awards-utmärkelser ett flertal gånger.
- 2016 Gym of the Year[6]
- 2017 Gym of the Year[7]
- 2018 Gym of the Year[8]

## Välkända MMA-utövare
Många av MMA-världens största namn är associerade med ATT. Förutom de regerande mästare som tränar hos ATT representeras eller har gymmet representerats även av bland andra följande utövare:

- Andrej Arlovski
- Renan Barao
- Junior dos Santos
- Joanna Jędrzejczyk
- Tyron Woodley
- Thiago Alves
- Colby Covington
- Hector Lombard
- Greg Hardy
- Kimbo Slice
- Kayla Harrison
- Mark Hunt
- Jorge Masvidal
- Dustin Poirier
- Yoel Romero
- Robbie Lawler
- Muslim Salichov
- Thiago Santos
- Glover Teixeira
- Gleison Tibau
- Tecia Torres
- Brad Pickett